# Sprint de 40 yards
Le sprint de 40 yards (sprint de 40 verges au Canada, 40-yard dash en anglais) est un exercice consistant à parcourir un sprint sur une distance de 40 yards (36,58 mètres).
L'exercice est principalement effectué par les jeunes joueurs de football américain afin d'évaluer leur accélération et leur rapidité, notamment lors du NFL Scouting Combine où il est l'un des plus observés par les recruteurs et les fans,.
Dans cette épreuve, le coureur ne s'élance que lorsqu'il est prêt et le chronomètre ne tient donc pas compte d'un quelconque temps de réaction présent dans les disciplines classiques d'athlétisme.
Le record officiel du NFL Scouting Combine est de 4 s 21, réalisé par Xavier Worthy en 2024. La vitesse moyenne des footballeurs américains varie de 22 km/h pour un defensive end à 32 km/h pour un running back ou un wide receiver.
Le record du monde de l'épreuve est établi en 2017 par le sprinter américain Christian Coleman en 4 s 12, soit un dixième de seconde plus rapide que le record du NFL Combine.